# Materie prime critiche
Per materie prime critiche si intendono i minerali materie prime utilizzati principalmente nel settore industriale di ogni Nazione, ma ultimamente nella ricerca di fonti alternative se ne sente parlare maggiormente in quanto sono fondamentali nella cosiddetta transizione energetica per promuovere fonti meno inquinanti di produzione di energia e nelle innovative tecnologie digitali.

## Storia
Sin dall'antichità, alcuni metalli come l'oro, l'argento, il piombo e il rame sono stati considerati di rilevanza «strategica» da Stati, eserciti o gruppi sociali.
A partire dalla rivoluzione industriale, la quantità e la diversità delle risorse minerarie necessarie all'agricoltura, all'industria e agli eserciti non ha cessato di crescere e ancor più dalla fine del XX secolo, «in stretta correlazione con la quantità di prodotti contenenti elementi di alta tecnologia immessi sul mercato». Alla fine del XX secolo, la consapevolezza della natura finita e non o poco rinnovabile di alcune risorse (minerali, metalli, metalloidi, radionuclidi, ecc.), nonché del loro interesse strategico (per l'economia e le società) ha dato vita a metodi prospettici per la valutazione della criticità dei materiali.
A partire dagli anni settanta del XX secolo, ricercatori ed economisti hanno cercato di integrare la valutazione delle risorse minerarie tra gli indicatori d'impatto ambientale nei primi di studi di analisi del ciclo di vita (LCA), impronta ecologica e misure compensative e/o in altre forme di valutazione ambientale, ma senza arrivare realmente a un consenso scientifico.
Nel 2008 la Commissione europea ha presentato l'iniziativa "materie prime" «che definisce una strategia per affrontare la questione dell'accesso alle materie prime nell'Unione europea».

Il 12 maggio 2011, l'International Resource Panel del Programma delle Nazioni Unite per l'ambiente (UNEP) ha pubblicato il rapporto Decoupling natural resource use and environmental impacts from economic growth, che analizza il concetto di "disaccoppiamento", nel senso di migliorare il tasso di produttività delle risorse più velocemente del tasso di crescita economica. Il rapporto sottolinea la necessità di massicci investimenti nell'innovazione tecnologica, finanziaria e sociale, per congelare il consumo pro capite nei paesi ricchi e aiutare i paesi in via di sviluppo a identificare un percorso sostenibile; sottolinea che il mondo sta esaurendo le fonti economiche e di alta qualità di petrolio, rame e oro e che queste richiedono volumi crescenti di combustibili fossili e acqua dolce per essere prodotte; osserva che le città consentono economie di scala e una fornitura di servizi più efficiente, tra cui la fornitura di acqua, alloggi, gestione e riciclaggio dei rifiuti, uso di energia e trasporti.
Nel successivo rapporto del 24 aprile 2013, l'International Resource Panel valuta che la domanda di metalli rari supererà rapidamente da 3 a 9 volte i quantitativi consumati nel 2013, che è urgente e prioritario riciclare i metalli rari (prodotti in quantità inferiori a 100 000 t/anno) in circolazione nel mondo per risparmiare risorse naturali ed energia, ma questo non sarà sufficiente. È necessario limitare l'obsolescenza programmata degli oggetti che li contengono e riciclare tutti i componenti di computer, telefoni cellulari o altri oggetti elettronici che si trovano nei rifiuti di apparecchiature elettriche ed elettroniche (RAEE), il che implica la ricerca di materiali alternativi, che siano ecosostenibili e che i consumatori e le comunità cambino i loro comportamenti a favore della raccolta differenziata finalizzata al riciclaggio quasi totale dei metalli.
Un rapporto della Banca Mondiale pubblicato nel 2020 segnala che la produzione di minerali – come grafite, litio e cobalto – potrebbe aumentare di quasi il 500% entro il 2050, complessivamente oltre 3 miliardi di tonnellate per mantenere il riscaldamento globale sotto i 2 °C di aumento.
Un rapporto dell'Agenzia internazionale dell'energia (IEA) pubblicato nel maggio 2021, allerta gli Stati sull'esplosione della domanda globale da parte del settore energetico di metalli critici causata dalla decarbonizzazione delle economie: questa domanda potrebbe essere moltiplicata per 4 se il mondo si adeguerà alle impegni dell'Accordo di Parigi. Gran parte di questa crescita verrà dal fabbisogno dei veicoli elettrici e delle loro batterie, seguiti da quelli delle reti elettriche, dai pannelli fotovoltaici e dall'eolico. Il fabbisogno di litio potrebbe essere moltiplicato per 42 entro il 2040, quello della grafite per 25, quello del cobalto per 21 e quello del nichel per 19. Questi materiali sono però concentrati in pochi Paesi: tre Stati estraggono il 50% del rame nel mondo: Cile, Perù e Cina; Il 60% del cobalto proviene dalla Repubblica Democratica del Congo; la Cina estrae il 60% delle terre rare nel mondo e controlla oltre l'80% della loro raffinazione. Secondo l'IEA, gli Stati devono trovare soluzioni per non esser dipendenti da paesi terzi e costituire riserve strategiche per evitare qualsiasi interruzione dell'approvvigionamento.
Negli Stati Uniti, i minerali critici che sono a rischio di scarsità o di interruzione della catena di approvvigionamento sono valutati dallo United States Geological Survey (USGS) e dal National Science and Technology Council (NSTC).

## Unione europea

Bandiera dell'Unione europea

La Commissione europea, dopo aver presentato nel 2008 l'iniziativa "materie prime", nel 2011 ha presentato un primo elenco di 14 «materie prime essenziali», aggiornato nel 2014 con 20 materie prime, nel 2017 con 27 materie prime e nel 2020 con 30 materie prime. Il 18 marzo 2024 il Consiglio dell'Unione Europea approva in via definitiva il regolamento sulle materie prime critiche ed il testo definitivo adottato individua due elenchi di 34 materie prime critiche di cui 17 materie prime strategiche fondamentali per le transizioni verde e digitale nonché per l'industria della difesa e dello spazio.
Nella comunicazione del 3 settembre 2020 la Commissione europea, dopo aver valutato 83 materie prime, ha presentato la strategia dell'Unione europea per rafforzare e controllare meglio le forniture di trenta materie prime critiche, in particolare le terre rare, al fine di guidare una rivoluzione verde e digitale. L'elenco comprende, ad esempio, grafite, litio e cobalto, utilizzati nella fabbricazione di batterie elettriche; silicio, componente essenziale dei pannelli fotovoltaici; terre rare utilizzate per magneti, semiconduttori e componenti elettronici. La Commissione ha stimato che l'Unione europea avrà bisogno di 18 volte più litio e cinque volte più cobalto entro il 2030 per raggiungere i suoi obiettivi climatici. Poiché molte di queste materie prime sono resenti in  Europa, la Commissione ha stimato che l'industria automobilistica europea potrebbe soddisfare l'80% del suo fabbisogno entro il 2025. Inoltre, sarà sviluppato il riciclaggio dei materiali. Nell'eventualità che le risorse europee fossero insufficienti, la Commissione rafforzerà i partenariati a lungo termine, in particolare con Canada, Africa e Australia.
Come previsto nella comunicazione del 3 settembre, il 29 settembre 2020 è stata lanciata l'Alleanza europea per le materie prime (European Raw Materials Alliance, ERMA) con lo scopo di «costruire resilienza e autonomia strategica per le catene del valore delle terre rare e dei magneti dell'Europa, individuare barriere, opportunità e possibilità di investimento nella catena del valore delle materie prime, affrontando nel contempo la sostenibilità e l'impatto sociale».
Al 31 maggio 2023 avevano aderito 600 tra organizzazioni, società ed enti di 50 Stati. Il Ministero dello sviluppo economico italiano ha aderito dal 3 maggio 2022.
Il 24 novembre 2021, il Parlamento europeo ha approvato una risoluzione sulla "Strategia europea per le materie prime critiche", nella quale si fa riferimento al rafforzamento dell'attività estrattiva primaria, in aggiunta alle misure di design sostenibile, recupero e riciclo dei materiali e diversificazione delle materie prime utilizzate. In particolare, si evidenzia l'importanza di evitare una rilocalizzazione delle emissioni in Paesi a medio o basso reddito e di mantenere e sviluppare le competenze tecniche nell'ambito delle tecnologie estrattive e di lavorazione all'interno dell'Unione, considerando che gli standard e le norme ambientali europei sono tra i più rigorosi al mondo e che le attività estrattive creano migliaia di posti di lavoro altamente qualificati.

### Normativa europea sulle materie prime critiche
Nel periodo 30 settembre - 25 novembre 2022, la Commissione europea ha invitato a presentare contributi in merito alla proposta di "Normativa europea sulle materie prime critiche".

Il 16 marzo 2023, la Commissione europea ha presentato una bozza di regolamento sui materiali critici (Critical Raw Material Act), che presenta un elenco aggiornato di materie prime critiche per l'intera economia dell'Unione, nonché le materie prime "strategiche", che sono quelle maggiormente cruciali per le tecnologie utilizzate per le applicazioni verdi, digitali, della difesa e spaziali.
La proposta fissa i parametri di riferimento lungo la catena del valore delle materie prime strategiche e per la diversificazione delle forniture dell'Unione:
- almeno il 10% del consumo annuo dell'Unione per l'estrazione,
- almeno il 40% del consumo annuo dell'Unione destinato alla trasformazione,
- almeno il 15% del consumo annuo dell'Unione per il riciclaggio,
- non più del 65% del consumo annuo dell'Unione proveniente da un unico paese terzo.

La normativa proposta mira a creare catene di approvvigionamento sicure e resilienti, il monitoraggio critico della catena di approvvigionamento delle materie prime e stress test, adottare misure per migliorare la raccolta dei rifiuti ricchi di materie prime critiche e garantirne il riciclaggio in materie prime critiche secondarie, diversificare le importazioni e coordinare i partenariati con i paesi terzi.
Nel 2024 il Parlamento europeo e il Consiglio dell'Unione europea hanno approvato il Regolamento 2024/1252 dell'11 aprile 2024 «che istituisce un quadro atto a garantire un approvvigionamento sicuro e sostenibile di materie prime critiche».
Il Regolamento accoglie la proposta presentata dalla Commissione europea in data 16 marzo 2023 ed esce nello stesso periodo della normativa sull'«industria a zero emissioni nette», che mira ad aumentare la produzione di tecnologie chiave neutre in termini di emissioni di carbonio per le catene di approvvigionamento dell'energia pulita.

### Metodologia per identificare le materie prime critiche
I principali parametri utilizzati per determinare la criticità delle materie prime per l'Unione europea sono:
- Importanza economica: mira a fornire informazioni sull'importanza di un materiale per l'economia dell'Unione in termini di applicazioni di uso finale e sul valore aggiunto dei corrispondenti settori manifatturieri classificati dalla Nomenclatura delle attività economiche (NACE rev. 2). L'importanza economica è corretta dall'indice di sostituzione (SIEI) relativo alle prestazioni tecniche e di costo dei sostituti per le singole applicazioni.
- Rischio di approvvigionamento: riflette il rischio di un'interruzione dell'approvvigionamento del materiale da parte dell'Unione e si basa sulla concentrazione dell'approvvigionamento primario dei paesi produttori di materie prime, considerando i loro risultati in materia di governance e gli aspetti commerciali. A seconda della dipendenza, dalle importazioni, in proporzione vengono presi in considerazione i due gruppi dei paesi produttori: i fornitori globali e i paesi da cui l'Unione approvvigiona le materie prime. Il "rischio di approvvigionamento" è misurato nella fase di "collo di bottiglia" del materiale (estrazione o trasformazione), che presenta il rischio di approvvigionamento più elevato per l'Unione. La sostituzione e il riciclaggio sono considerati misure di riduzione del rischio.

### Lista delle materie prime critiche
Il rapporto finale sulle materie prime critiche, pubblicato nel marzo 2023, presenta i risultati della quinta valutazione tecnica della Commissione europea. Lo studio esamina 70 materie prime, di cui 67 materie singole e tre gruppi di materie (dieci terre rare pesanti, cinque terre rare leggere e cinque metalli del gruppo del platino), in totale 87 singole materie prime. Il rapporto indica 51 materie prime critiche singole, di esse 34 sono materie prime "strategiche".
| Materie prime    | princ. produttore mondiale       | perc. | princ. fornitore UE              | perc. |
| ---------------- | -------------------------------- | ----- | -------------------------------- | ----- |
| afnio            | Francia                          | 49%   | Francia                          | 76%   |
| alluminio        | Australia                        | 28%   | Guinea                           | 63%   |
| antimonio        | Cina                             | 56%   | Turchia                          | 63%   |
| arsenico         | Cina                             | 44%   | Belgio                           | 59%   |
| barite           | Cina                             | 44%   | Cina                             | 45%   |
| berillio         | Stati Uniti d'America            | 88%   | Stati Uniti d'America            | 60%   |
| bismuto          | Cina                             | 70%   | Cina                             | 65%   |
| boro             | Turchia                          | 48%   | Turchia                          | 99%   |
| carbone da coke  | Cina                             | 53%   | Polonia                          | 26%   |
| cerio1           | Cina                             | 85%   | Cina                             | 85%   |
| cobalto          | Repubblica Democratica del Congo | 63%   | N/A                              | N/A   |
| disprosio2       | Cina                             | 100%  | Cina                             | 100%  |
| elio             | Stati Uniti d'America            | 56%   | Qatar                            | 35%   |
| erbio2           | Cina                             | 100%  | Cina                             | 100%  |
| europio2         | Cina                             | 100%  | Cina                             | 100%  |
| feldspato        | Turchia                          | 32%   | Turchia                          | 51%   |
| fluorite         | Cina                             | 56%   | Messico                          | 33%   |
| fosforite        | Cina                             | 48%   | Marocco                          | 27%   |
| fosforo          | Cina                             | 74%   | Kazakistan                       | 65%   |
| gadolinio2       | Cina                             | 100%  | Cina                             | 100%  |
| gallio           | Cina                             | 94%   | Cina                             | 71%   |
| germanio         | Cina                             | 83%   | Cina                             | 45%   |
| grafite naturale | Cina                             | 67%   | Cina                             | 40%   |
| iridio3          | Sudafrica                        | 93%   | N/A                              | N/A   |
| itterbio2        | Cina                             | 100%  | Cina                             | 100%  |
| ittrio2          | Cina                             | 100%  | Cina                             | 100%  |
| lantanio1        | Cina                             | 85%   | Cina                             | 85%   |
| litio            | Australia                        | 53%   | Cile                             | 79%   |
| lutezio2         | Cina                             | 100%  | Cina                             | 100%  |
| magnesio         | Cina                             | 91%   | Cina                             | 97%   |
| manganese        | Sudafrica                        | 29%   | Sudafrica                        | 41%   |
| neodimio1        | Cina                             | 85%   | Cina                             | 85%   |
| nichel           | Cina                             | 33%   | Finlandia                        | 38%   |
| niobio           | Brasile                          | 92%   | Brasile                          | 92%   |
| olmio2           | Cina                             | 100%  | Cina                             | 100%  |
| palladio3        | Russia                           | 40%   | N/A                              | N/A   |
| platino3         | Sudafrica                        | 71%   | N/A                              | N/A   |
| praseodimio1     | Cina                             | 85%   | Cina                             | 85%   |
| rame             | Cile                             | 28%   | Polonia                          | 19%   |
| rodio3           | Sudafrica                        | 81%   | N/A                              | N/A   |
| rutenio3         | Sudafrica                        | 94%   | N/A                              | N/A   |
| samario1         | Cina                             | 85%   | Cina                             | 85%   |
| scandio          | Cina                             | 67%   | Cina                             | 67%   |
| silicio          | Cina                             | 76%   | Norvegia                         | 35%   |
| stronzio         | Spagna                           | 31%   | Spagna                           | 99%   |
| tantalio         | Repubblica Democratica del Congo | 35%   | Repubblica Democratica del Congo | 35%   |
| terbio2          | Cina                             | 100%  | Cina                             | 100%  |
| titanio          | Cina                             | 43%   | Kazakistan                       | 36%   |
| tulio2           | Cina                             | 100%  | Cina                             | 100%  |
| tungsteno        | Cina                             | 86%   | Cina                             | 32%   |
| vanadio          | Cina                             | 62%   | Cina                             | 62%   |

1 gruppo terre rare leggere

2 gruppo terre rare pesanti

3 metalli del gruppo del platino

## In Italia
Il 15 settembre 2022, il Ministero della transizione ecologica e il Ministero dello sviluppo economico hanno istituito il Tavolo tecnico permanente sulle materie prime critiche
con la «finalità di assicurare il necessario coordinamento e confronto fra i partecipanti in merito alla produzione e all'approvvigionamento di materie prime critiche».
Il 17 febbraio 2023, è stato attivato il Tavolo nazionale per le materie critiche, suddiviso in quattro gruppi di lavoro, con l'obiettivo di:
- stimare i bisogni futuri di materie prime critiche a livello italiano ed europeo, nonché valutare le variazioni di domanda e offerta nel mercato;
- identificare le potenzialità estrattive sul territorio nazionale, promuovendo un'estrazione sostenibile nonché un recupero di materie prime da siti abbandonati e residui minerari;
- analizzare le potenzialità dell'eco-progettazione per ridurre la domanda di materie prime critiche;
- determinare il potenziale delle attività di urban mining[34], e in particolare sul recupero di materie prime critiche e strategiche dai rifiuti di apparecchiature elettriche ed elettroniche.